# Mietków (gmina)
Mietków – gmina wiejska w województwie dolnośląskim, w powiecie wrocławskim. W latach 1975–1998 gmina położona była w województwie wrocławskim. W latach 1977-1982 dzisiejsza gmina należała do gminy Kąty Wrocławskie.
Siedziba gminy to Mietków.
Według danych z 30 czerwca 2016 gminę zamieszkiwały 3874 osoby. Natomiast według danych z 30 czerwca 2020 roku gminę zamieszkiwało 3761 osób.

## Struktura powierzchni
Według danych z roku 2002 gmina Mietków ma obszar 83,3 km², w tym:
- użytki rolne: 68%
- użytki leśne: 11%

Gmina stanowi 7,46% powierzchni powiatu.

## Demografia
Dane z 30 czerwca 2004 oraz 31 grudnia 2011:

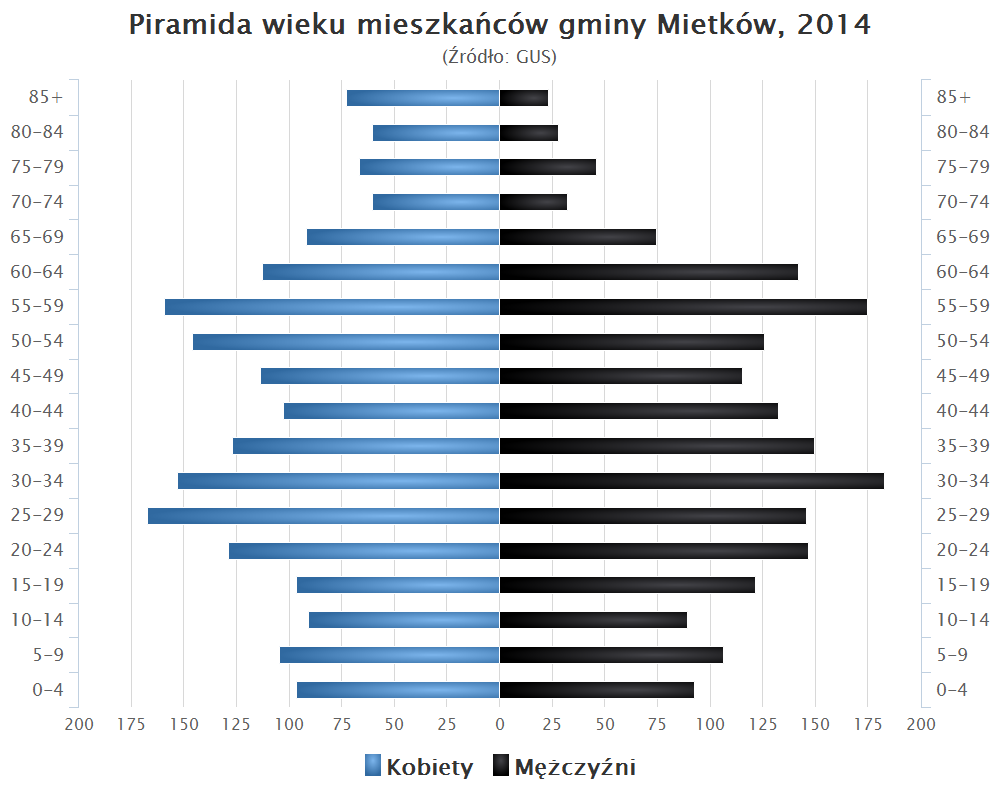
Piramida wieku mieszkańców gminy Mietków w 2014 roku

| Opis                              | Ogółem | Ogółem | Kobiety | Kobiety | Mężczyźni | Mężczyźni |
| --------------------------------- | ------ | ------ | ------- | ------- | --------- | --------- |
| 2004                              | osób   | %      | osób    | %       | osób      | %         |
| populacja                         | 3857   | 100    | 1949    | 50,5    | 1908      | 49,5      |
| gęstość zaludnienia (mieszk./km²) | 46,3   | 46,3   | 23,4    | 23,4    | 22,9      | 22,9      |
| 2011                              | osób   | %      | osób    | %       | osób      | %         |
| populacja                         | 3864   | 100    | 1922    | 50,3    | 1942      | 49,7      |
| gęstość zaludnienia (mieszk./km²) | 46,39  | 46,39  | 23,34   | 23,34   | 23,05     | 23,05     |

## Sąsiednie gminy
Kąty Wrocławskie, Kostomłoty, Marcinowice, Sobótka, Żarów